# Margreth Egidi
Margreth Egidi  ist eine deutsche Germanistin und Hochschullehrerin.

## Leben
Margreth Egidi wurde 1997 mit einer Arbeit über höfische Liebe in der Sangspruchdichtung an der FU Berlin promoviert. Von 1997 bis 2008 hatte sie verschiedene Positionen an der Universität Konstanz inne. Dort erfolgte im Jahr 2008 die Habilitation. In dieser beschäftigte sie sich mit „Flore und Blanscheflur“ und „Apollonius von Tyrland“ unter dem Gesichtspunkt der Tausch- und Gabenökonomik. Nach Vertretungsprofessuren an den Universitäten Konstanz, Münster und Paderborn sowie Gastprofessuren an der FU Berlin und der Universität Freiburg wurde sie 2012 zur Professorin für deutsche Literatur und Sprache des Mittelalters an der Universität Paderborn ernannt.

## Schriften (Auswahl)
Monografie
- Höfische Liebe: Entwürfe der Sangspruchdichtung. Literarische Verfahrensweisen von Reinmar von Zweter bis Frauenlob (= Germanisch-Romanische Monatsschrift-Beiheft 17), Heidelberg 2002.

Herausgeberschaften
- zusammen mit Oliver Schneider, Matthias Schöning, Irene Schütze und Caroline Torra-Mattenklott: Gestik. Figuren des Körpers in Text und Bild (= Literatur und Anthropologie 8), Tübingen 2000.
- zusammen mit Volker Mertens und Nine Miedema: Sangspruchtradition. Aufführung – Geltungsansprüche – Spannungsfelder (= Kultur – Wissenschaft – Literatur. Beiträge zur Mittelalterforschung 5), Frankfurt a. M. 2004.
- zusammen mit Ludger Lieb, Mireille Schnyder und Moritz Wedell: Liebesgaben. Kommunikative, performative und poetologische Dimensionen in der Literatur des Mittelalters und der Frühen Neuzeit (= Philologische Studien und Quellen 240), Berlin 2012.